# Robert Scot
Robert Scot, né le 2 octobre 1745 à Canongate (Édimbourg, Écosse) et mort le 1er novembre 1823 à Philadelphie, est un horloger, orfèvre et graveur américain.

## Biographie
D'origine écossaise, Robert Scot est formé très jeune à l'art de la gravure par Richard Cooper, the elder (1701-1764), au sein de la classe de la Trustees Academy de l'université d'Édimbourg.
Il émigre en Virginie en 1775, s'installe à Fredericksburg, où il commence à travailler pour l'institution monétaire de cette colonie, produisant des plaques destinées à imprimer du papier-monnaie, des effets coloniaux (Colonial Scrips) aux armes de l'Empire britannique. Après mai 1776, il se met au service des insurgés et produit le sceau officiel de la « Virginie libérée de la tyrannie ». En 1778, ses gravures monétaires portent le devise Sic Semper Tyrannis (« Nous toujours contre les tyrans »). En 1780, il s'établit à Richmond et travaille toujours comme graveur pour le Commonwealth of Virginia sous la direction du gouverneur Thomas Jefferson. Les plaques monétaires intègrent le sceau comprenant la nouvelle devise conçue par Benjamin Franklin, « Rebellion to Tyrants is Obedience to God ». Le 4 janvier 1781, Richmond est réduite en cendres par les troupes britanniques commandée par Benedict Arnold, Robert décide alors de partir pour Philadelphie au début du printemps. En juillet 1781, il entre au service de Robert Morris, chargé des Finances des États-Unis d'Amérique (Superintendent of Finance of the United States). 
En 1782, il s'implique dans la conception et la gravure du premier grand sceau des États-Unis. En 1788, il produits 25 illustrations issues de gravures sur cuivre pour l'éditeur Thomas Dobson qui réimprime Natural Philosophy de William Nicholson. Très satisfait, Dobson décide de confier à Scot l'ensemble des illustrations destinées à une adaptation de l'Encyclopædia Britannica. Pour accomplir les illustrations de ce qui deviendra la Dobson's Encyclopædia, le graveur s'entoure d'une équipe d'apprentis, composée de Samuel Allardice (?-1798), Francis Shallus, Benjamin Jones, et John Draper. En 1793, Scot et Allardice fonde à Philadelphie une société privée de gravure.
Robert Scot est nommé « Premier Graveur » (Chief Engraver) de la Monnaie de Philadelphie, le 23 novembre 1793, par le président George Washington, confirmé à ce poste, le 30 décembre 1793, par le Sénat des États-Unis. 
Il dessine les premières pièces de monnaie américaines, comme le dollar « Draped bust », le « Silver Dollar » de 1804, le « Flowing Hair dollar » ou encore le « Quarter Eagle » en or. Il reste à son poste jusqu'à sa mort et c'est alors William Kneass qui est nommé chef graveur de la Monnaie américaine.
En 1801, Draper, ancien apprenti de Scot, et le graveur William Carr, s'en vont fonder leur propre atelier. Vers 1810, toujours à Philadelphie, Draper et deux autres associés, George Murray et Gideon Fairman, forment une société de gravure et d'impression, qui, au fil du temps devient l'American Bank Note Company (v. 1840).